# Livro de Jó

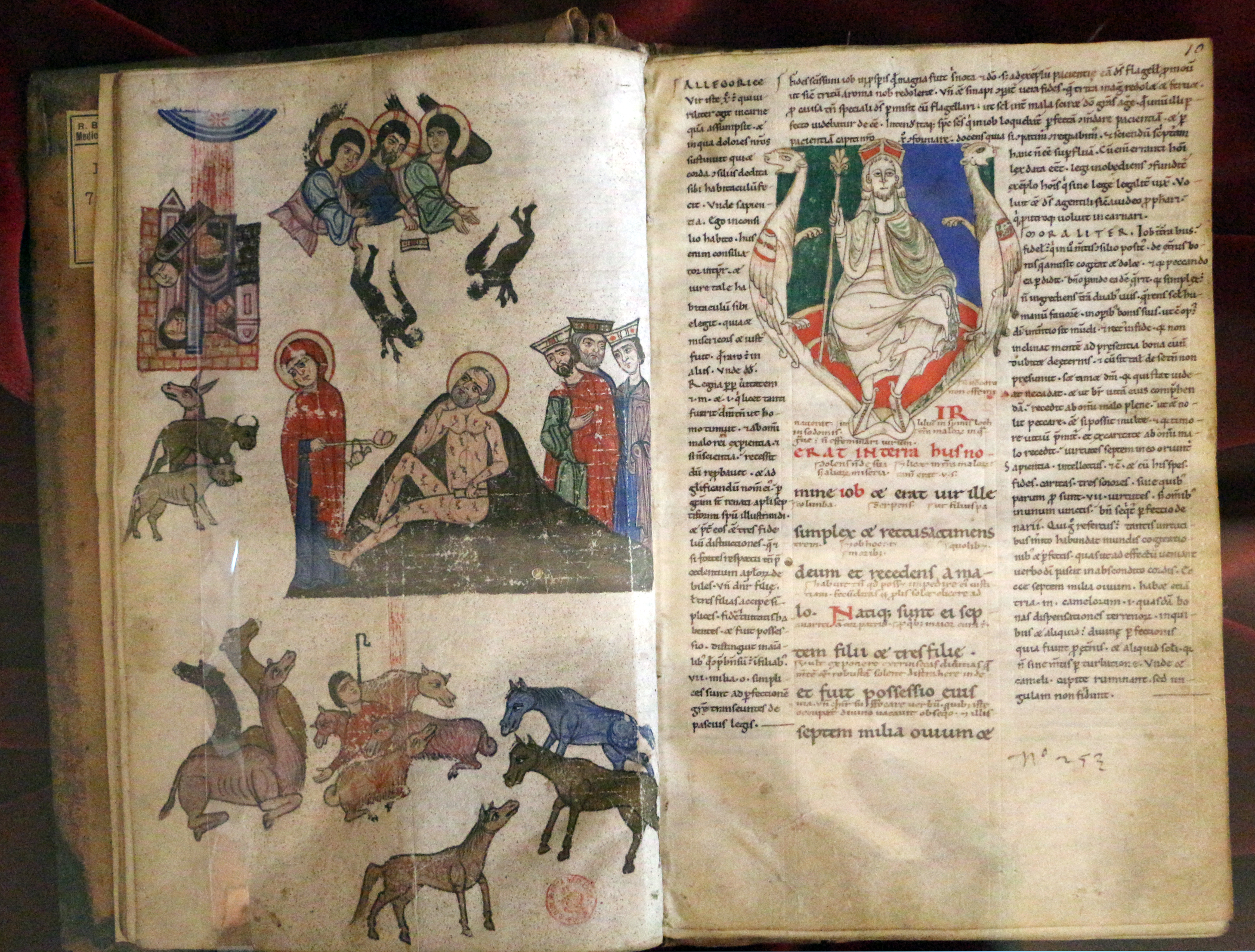
A aflição de Jó num manuscrito iluminado do século XII.

O Livro de Jó ou Job (em hebraico:  אִיוֹב, Iyov) é um dos livros da seção dos "Escritos" (Ketuvim) da Bíblia hebraica (Tanach) e o primeiro dos livros poéticos do Antigo Testamento da Bíblia cristã.  A narrativa aborda o problema da teodiceia — a justificação da justiça de Deus à luz do sofrimento da humanidade — e é uma rica obra teológica que apresenta diversas perspectivas sobre a questão. O texto tem sido amplamente elogiado por suas qualidades, com Alfred Tennyson chamando-o de "o maior poema dos tempos antigos e modernos".

## Estrutura

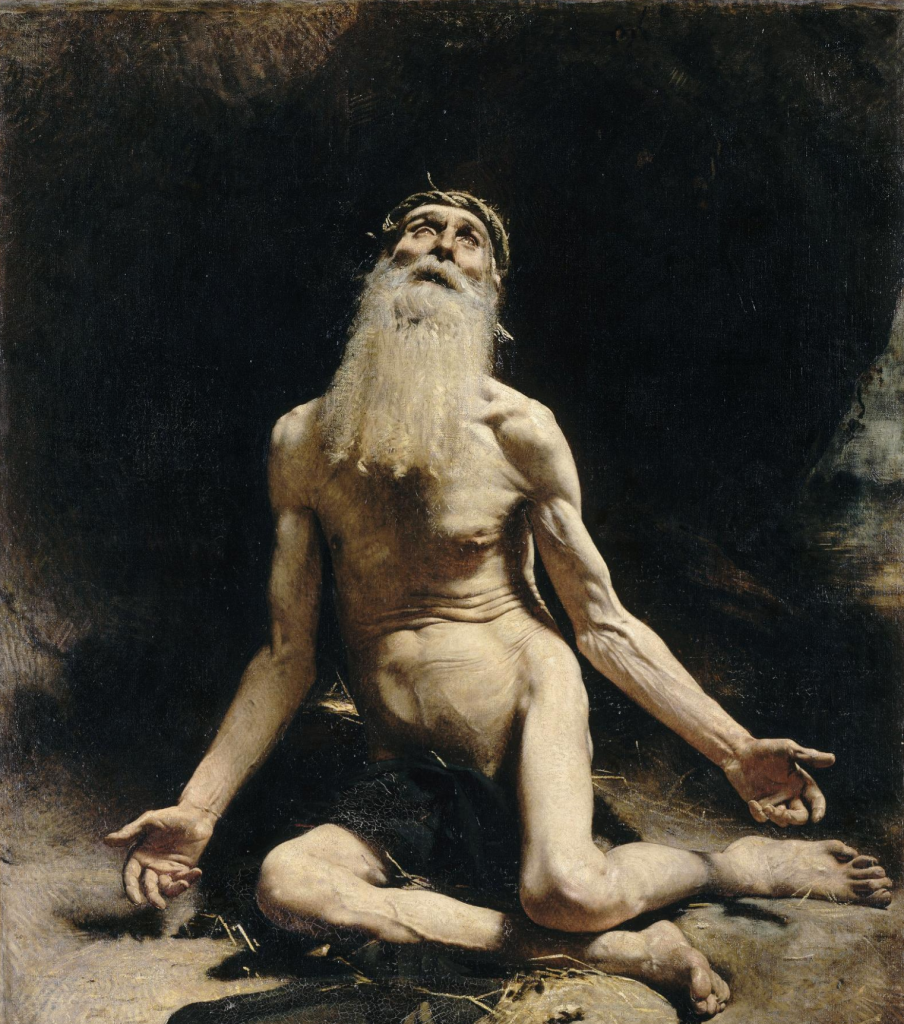
Jó
1880. Por Léon Bonnat.

O Livro de Jó é constituído por um prólogo e um epílogo em prosa emoldurando diálogos e monólogos em verso. É bastante comum entender esta moldura narrativa como sendo o coração original do livro, ampliado posteriormente por diálogos e discursos poéticos; seções do livro, como os discursos de Eliú e o poema sapiencial em Jó 28:, já foram considerados adições posteriores, mas estudos mais recentes tendem para uma unidade editorial implícita em toda a obra. As seções podem ser divididas da seguinte forma:
A. Prólogo, em duas cenas: a primeira na terra e a segunda, no céu (caps. 1-2);
B. Monólogo de abertura de Jó (cap. 3) — visto por alguns estudiosos como uma ponte entre o prólogo e o os diálogos e, por outros, como o começo dos diálogos — e três ciclos de diálogos entre Jó e seus amigos (caps. 4-27) — o terceiro ciclo está incompleto e o esperado discurso de Zofar foi substituído pelo poema sapiencial do capítulo 28
1. Primeiro ciclo
- Elifaz (caps. 4-5) e a resposta de Jó (caps. 6-7);
- Bildade (cap. 8) e Jó (caps. 9-10);
- Zofar (cap. 11) e Jó (caps. 12-14);

2. Segundo ciclo
- Elifaz (cap. 15) e Jó (caps. 16–17);
- Bildade (cap. 18) e Jó (cap. 19);
- Zofar (cap. 20) e Jó (cap. 21);

3. Terceiro ciclo
- Elifaz (cap. 22) e Jó (caps. 23–24);
- Bildade (cap. 25) e Jó (caps. 26–27).

C. Três monólogos
1. Um "Poema à Sabedoria" (cap. 28), antigamente lido como parte da resposta de Jó e atualmente considerado pela maioria dos estudiosos como um interlúdio separado na voz do narrador[7];
2. Discurso final de Jó (caps. 29–31);
3. Discursos de Eliú (caps. 32–37);

D. Dois discursos de Deus (caps. 38:1–40:2 e 40:6–41:34, 42:7–8), incluindo as respostas de Jó;
E. Epílogo, com a restauração de Jó (Cap. 42:9–17).

## Conteúdo

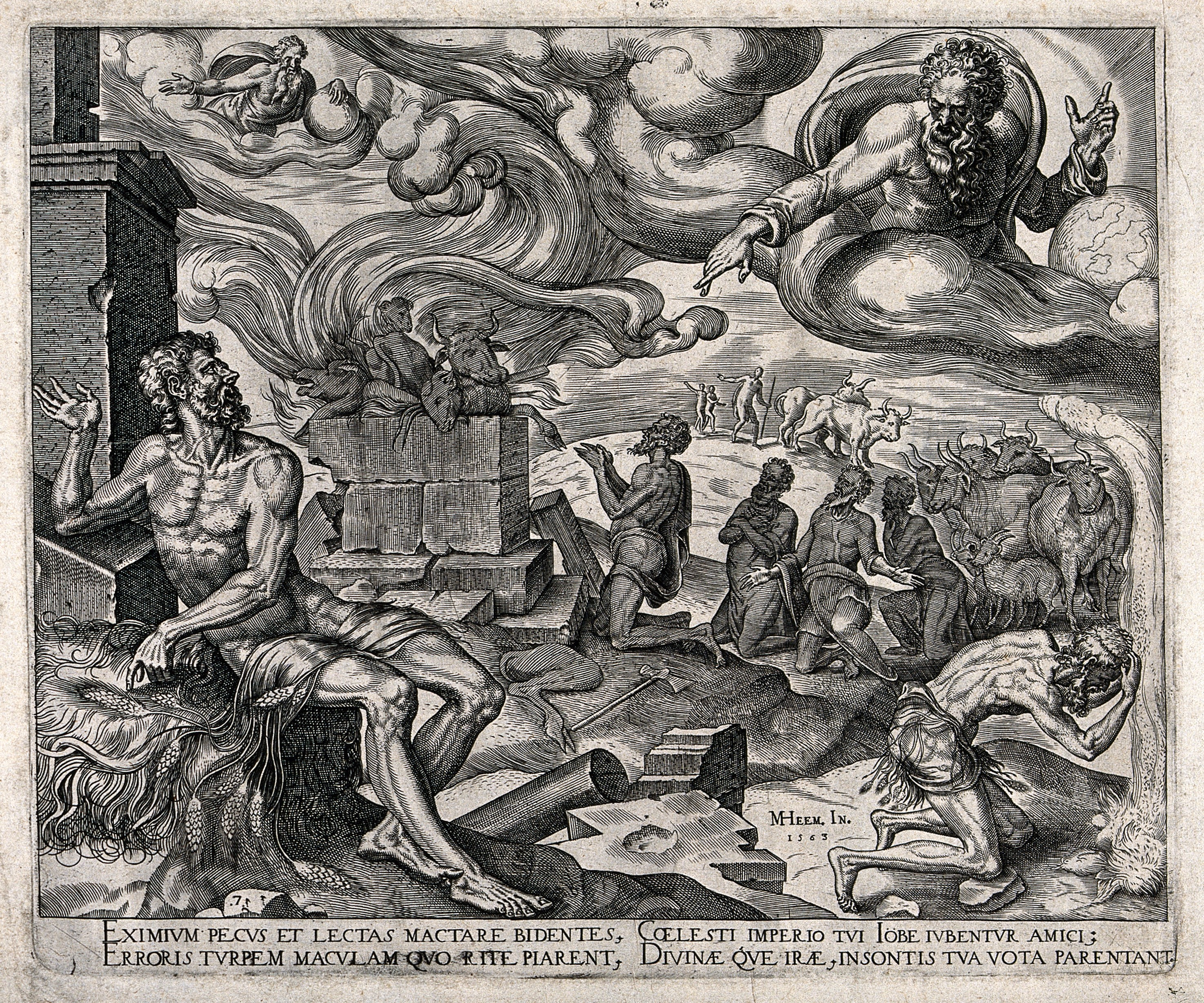
Tormentos de Jó numa gravura do século XVI.

### Prólogo na terra e no céu
O prólogo na terra mostra o justo Jó abençoado com riqueza, filhos e filhas. A cena muda para o céu, onde Deus pergunta a Satã ("ha-satan", literalmente "o acusador") a sua opinião sobre a piedade de Jó. Satã responde que ele só é piedoso por que Deus o abençoou; se Deus lhe retirasse tudo o que tinha, Jó certamente amaldiçoaria a Deus. Deus dá a Satã permissão para tomar a riqueza de Jó e para matar todos os seus filhos e servos (Jó 1:12), mas, ainda assim, Jó louva a Deus: «Nu saí do ventre de minha mãe, e nu tornarei para lá. Deus deu, e Deus tirou; bendito seja o nome de Deus.» (Jó 1:21). Deus permite que Satã provoque bolhas no corpo de Jó, que permanece sentado sobre cinzas. A Esposa de Jó pede que ele renuncie a Deus e morra, mas Jó responde: «Receberemos o bem da mão de Deus, e não receberemos o mal?» (Jó 2:10).

### Monólogo inicial de Jó e diálogos entre Jó e seus três amigos
Jó lamenta o dia de seu nascimento e prefere morrer, mas nem isto lhe é permitido. Seus três amigos, Elifaz, o "temanita", Bildade, o "suíta", e Zofar, o "naamatita", o consolam. Contudo, os três não mudam a sua opinião de que o sofrimento de Jó é uma punição pelo seu pecado, pois Deus não faria com que um inocente sofresse por nada, e aconselham que Jó se arrependa e busque a misericórdia de Deus. Mas Jó lhes responde com desdém: um Deus justo não o trataria de forma tão dura, que a paciência no sofrimento é impossível e que o Criador deveria levar suas criaturas mais a sério antes de tratá-las com tanta força.

### Três monólogos: Poema sapiencial, monólogo final de Jó e os discursos de Eliú
Depois dos diálogos entre Jó e seus amigos aparece um poema (o "hino à sabedoria") sobre a inacessibilidade da sabedoria: «Mas onde se achará a sabedoria?» (Jó 28:12), ele pergunta, e conclui que ela «está escondida aos olhos de todos os viventes» (Jó 28:21). Jó contrasta sua sorte anterior com sua miséria atual, o destino de um pária, zombado e sofrendo. Ele protesta reafirmando sua inocência, lista os princípios que balizaram sua vida e exige que Deus lhe responda. Eliú (que até então não havia sido mencionado) intervém para afirmar que a sabedoria vem de Deus, que a revela através de sonhos e visões aos que irão declarar seu conhecimento.

### Dois discursos de Deus
Deus fala na forma de um redemoinho. Seus discursos não explicam o sofrimento de Jó, não defendem a justiça divina, não aceitam o confronto argumentativo exigido por Jó e nem respondem ao seu protesto de inocência. Ao invés disto, eles contrastam a fraqueza de Jó com a sabedoria e a onipotência divina: «Onde estavas tu quando eu lançava os fundamentos da terra?» (Jó 38:4) Jó tentou uma resposta, mas o monólogo de Deus recomeça sem jamais endereçar Jó diretamente. Em Jó 42:1–6, Jó dá sua resposta final confessando o poder de Deus e sua falta de conhecimento: "coisas demasiado maravilhosas para mim, as quais eu não conhecia". Antes ele havia apenas sido escutado, mas desta vez seus olhos viram Deus e «me abomino a mim mesmo, e me arrependo, no pó e na cinza.» (Jó 42:6).

### Epílogo
Deus então diz a Elifaz que ele e seus dois amigos «não tendes falado de mim o que é reto, como o meu servo Jó» (Jó 42:7). Os três (Eliú não é mencionado) deverão oferecer um holocausto (uma oferenda a ser queimada) tendo Jó como intercessor, «porque a ele o aceitarei» (Jó 42:8). Jó recebe de volta saúde, riquezas e família e vive para ver seus descendentes chegarem à quarta geração (Jó 42:16).

## Composição

### Autoria, linguagem e textos
Atribuído pela tradição rabínica a Moisés, atualmente concorda-se que o livro foi escrito entre os séculos VII e IV a.C., com o século VI a.C. despontando como uma data mais provável por diversas razões. O autor, anônimo, certamente era um israelita, mesmo ele tendo estabelecido sua história fora de Israel, no sul de Edom ou no norte da Arábia, e feito alusões a lugares tão distantes quanto a Mesopotâmia e o Egito. Segundo o profeta do século VI a.C. Ezequiel, Jó era uma pessoa antiga reconhecida pela sua justiça e o autor do livro escolheu este herói lendário para sua parábola.

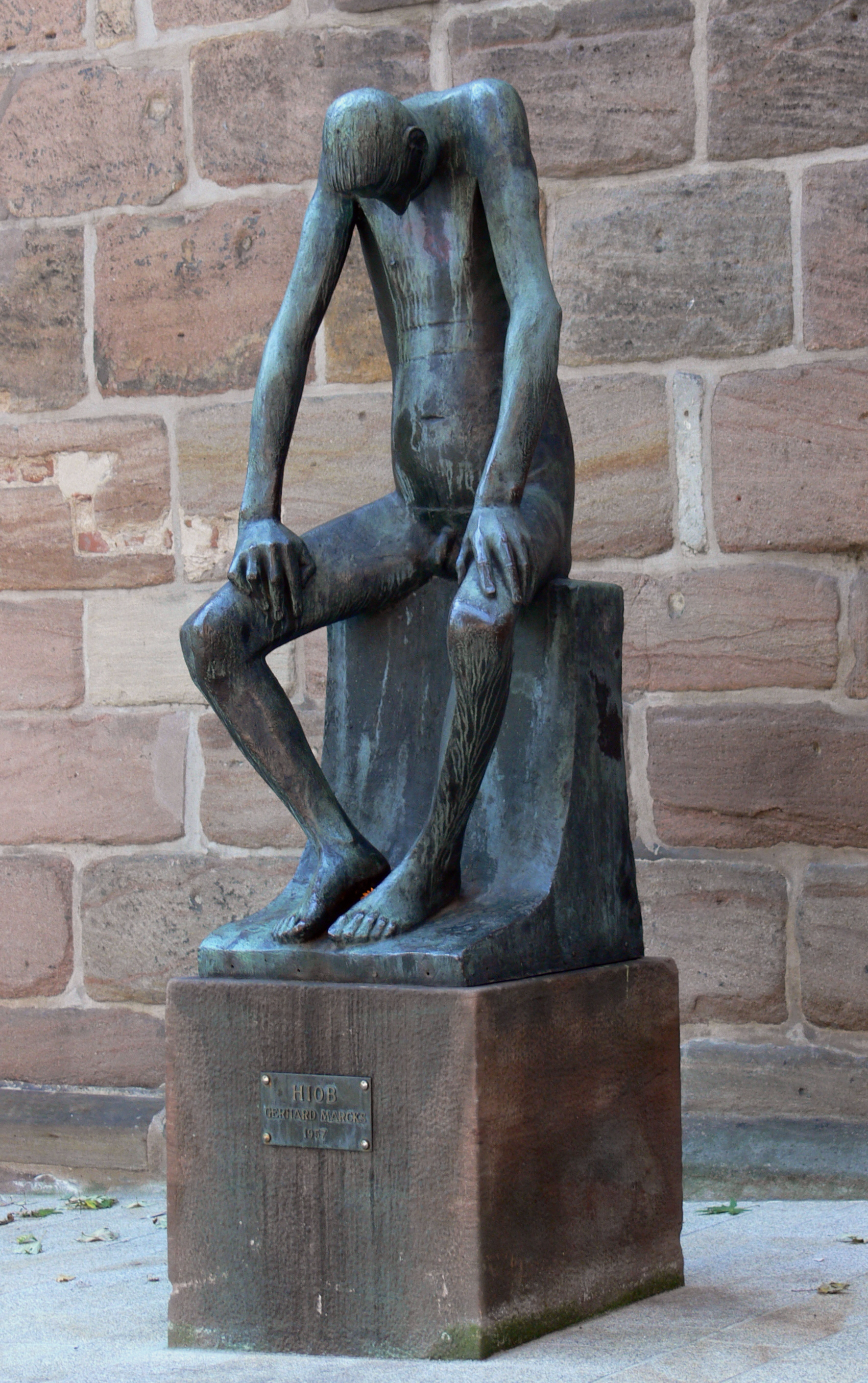
"Jó"
1957. Por Gerhard Marcks, na igreja de Santa Clara em Nuremberg, Alemanha.

A linguagem de Jó se destaca pelo estilo conservador e pelo excepcionalmente grande número de palavras e formas sem paralelo na Bíblia. O estudioso judeu do século XII Ibn Ezra concluiu que o livro deve ter sido escrito em outra língua e foi depois traduzido para o hebraico; estudiosos do século XX procuraram um original em aramaico, árabe ou edomita. Porém, uma análise mais próxima sugere que palavras ou formas estrangeiras são afetações literárias cujo objetivo era emprestar autenticidade ao cenário distante do livro.
O Livro de Jó sobreviveu em diversas versões: a hebraica ("texto massorético"), que é a origem de diversas traduções modernas, a grega ("Septuaginta"), produzida no Egito nos últimos séculos antes de Cristo, e em manuscritos aramaicos e hebraicos encontrados entre os Manuscritos do Mar Morto.

### Jó e a tradição sapiencial
Jó, Eclesiastes, Livro dos Provérbios e Eclesiástico pertencem ao gênero da literatura sapiencial e compartilham de uma perspectiva que eles próprios chamam de "caminho da sabedoria". Sabedoria significa tanto uma forma de pensar e um conjunto de conhecimentos oriundos desta forma de pensar como também a habilidade de aplicá-lo na vida diária. Este conhecimento pode ser alcançado em parte através do esforço e em parte como dádiva de Deus, mas jamais totalmente, exceto por vontade de Deus. Os três livros compartilham atitudes e premissas, mas diferem em suas conclusões: Provérbios faz afirmações confiantes sobre o mundo e seus caminhos que são diretamente contrariadas por Jó e Eclesiastes. A literatura sapiencial da Suméria e da Babilônia podem ser datadas no segundo milênio antes de Cristo. Diversos textos da antiga Mesopotâmia e do antigo Egito apresentam paralelos com Jó e, apesar de ser impossível afirmar se o autor de Jó foi influenciado por qualquer um deles, a própria existência destes textos sugere que o autor de Jó foi o resultado de uma longa tradição de reflexões sobre a existência de sofrimentos inexplicáveis.

## Temas
Jó é uma investigação sobre o problema da justiça divina. Este problema, conhecido na teologia como teodiceia, pode ser descrito pela seguinte questão: "Porque os justos sofrem?". A resposta convencional em Israel na época era que Deus recompensa a virtude e pune o pecado (um princípio conhecido como "justiça retributiva"). Esta tese assume um mundo no qual as escolhas e ações dos homens são moralmente importantes, mas a experiência demonstra que o sofrimento não pode ser entendido somente como uma consequência de más escolhas e ações. Por isso, o sofrimento sem mérito requer uma análise teológica.
O conceito bíblico de justiça tinha sua origem na disposição de Deus, que ordenou a criação para o bem-estar comunitário dos homens, em fazer alianças. Justos eram os que os que estavam investidos nesta comunidade e demonstravam uma preocupação especial para com os pobres e necessitados (veja a descrição que Jó faz de sua vida em Jó 31:). A antítese dos justos eram os maus, que eram egoístas e gananciosos. Satã questiona se existe um justo desinteressado: se Deus recompensa a justiça com prosperidade, não estariam os homens agindo justamente com base em motivos egoístas? Ele pede que Deus teste essa tese removendo a prosperidade de Jó, o mais justo de todos os servos de Deus.
O livro começa com uma moldura narrativa, dando ao leitor uma "perspectiva do olho de Deus", onisciente, que introduz Jó como um homem de fé e piedade exemplares, "imaculado e direito", que "teme a Deus" e "evita o mal". Deus é quem inicia a conversa com Satã e quem aprova o sofrimento de Jó, um recurso que tem três objetivos: as explicações usuais para o sofrimento, que o sofredor cometeu algum pecado que ele próprio desconhece ou que as ações de Deus são inescrutáveis, são eliminadas; fica claro que não é Jó que está sendo julgado, mas a política de retribuição de Deus; e o leitor percebe claramente que o próprio Deus assume a responsabilidade pelo sofrimento de Jó. O contraste entre a moldura e os diálogos e monólogos poéticos, no qual Jó nunca fica sabendo das cenas iniciais no céu ou a razão de seu sofrimento, cria um senso de justaposição contraditório entre os pontos de vista humano e divino sobre o sofrimento de Jó.
Nos diálogos poéticos, os amigos de Jó percebem seu sofrimento e assumem que ele é culpado, pois Deus é justo. Jó, sabendo que é inocente, conclui que Deus deve ser injusto. Ele mantém sua fé durante toda a história (frustrando a tese de Satã de que a justiça é resultado da expectativa de recompensa), mas deixa claro já no seu primeiro discurso que ele concorda com seus amigos que Deus deveria recompensar (e recompensa) os justos. Eliú rejeita os argumentos de ambas as partes: Jó está errado ao acusar Deus de injustiça, pois Deus é maior do que os seres humanos, e seus amigos também, pois o sofrimento, longe de ser uma punição, pode "resgatar o aflito de sua aflição" e tornar o sofredor mais propenso à revelação — literalmente, a «opressão lhe abre o ouvido» (Jó 36:15).
Jó 28:, conhecido como "Hino à Sabedoria", introduz um outro tema, o da sabedoria divina. O hino não enfatiza a justiça retributiva e sim a inacessibilidade da sabedoria. A sabedoria não pode ser descoberta ou comprada segundo ele; apenas Deus sabe o significado do mundo e ele a concede apenas aos que vivem em reverência. Deus possui a sabedoria por que compreende as complexidades do mundo (Jó 28:24–26) — um tema que antecipa o discurso de Deus nos capítulos 38 a 41 com seu refrão recorrente ("Onde estavas tu quando...").
Quando Deus finalmente fala, ele nem explica a razão para o sofrimento de Jó (revelada ao leitor no prólogo no céu) e nem defende sua justiça. O primeiro discurso foca em seu papel ao manter a ordem no universo: a lista de coisas que Deus pode fazer e Jó não pode demonstra a sabedoria de Deus por que a ordem é o coração da sabedoria. Jó então confessa sua falta de sabedoria, ou seja, sua incapacidade de compreender o funcionamento do cosmos e de manter a ordem nele. O segundo discurso trata do papel de Deus em controlar "beemote" e "leviatã" (por vezes traduzido como hipopótamo e crocodilo, mas provavelmente uma representação de criaturas cósmicas primordiais; seja qual for o caso, controlá-las é uma demonstração do poder e sabedoria de Deus. A resposta de Jó ao discurso final de Deus é mais longo que o primeiro e mais complicado. A opinião usual é que ele admite estar errado ao desafiar Deus e se arrepende «no pó e nas cinzas» (Jó 42:6), mas o texto hebraico é difícil e uma compreensão alternativa é que Jó afirma que estava errado em se arrepender e se enlutar e não se retrata de nenhum de seus argumentos. Na porção final da moldura narrativa, Deus restaura e aumenta a prosperidade de Jó, indicando que a política divina de justiça retributiva não se alterou.

## Interpretações posteriores e influência

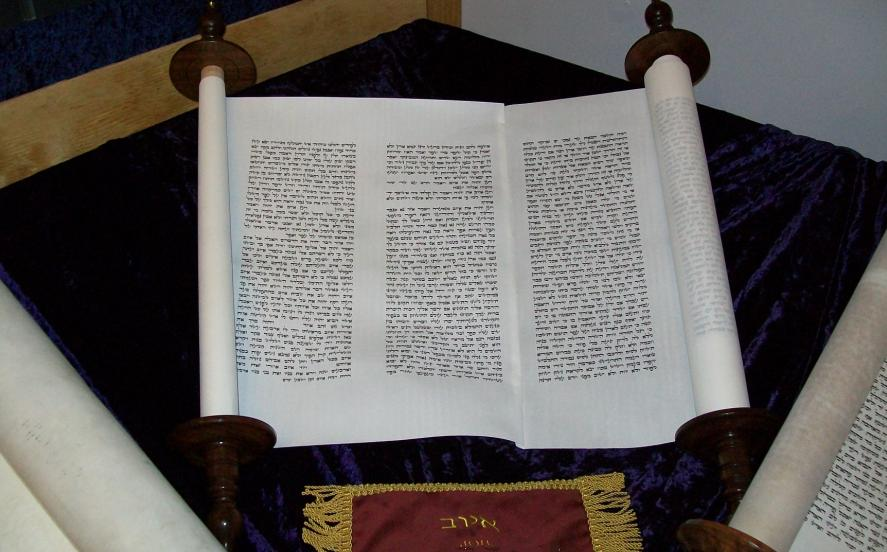
Rolo de Jó.

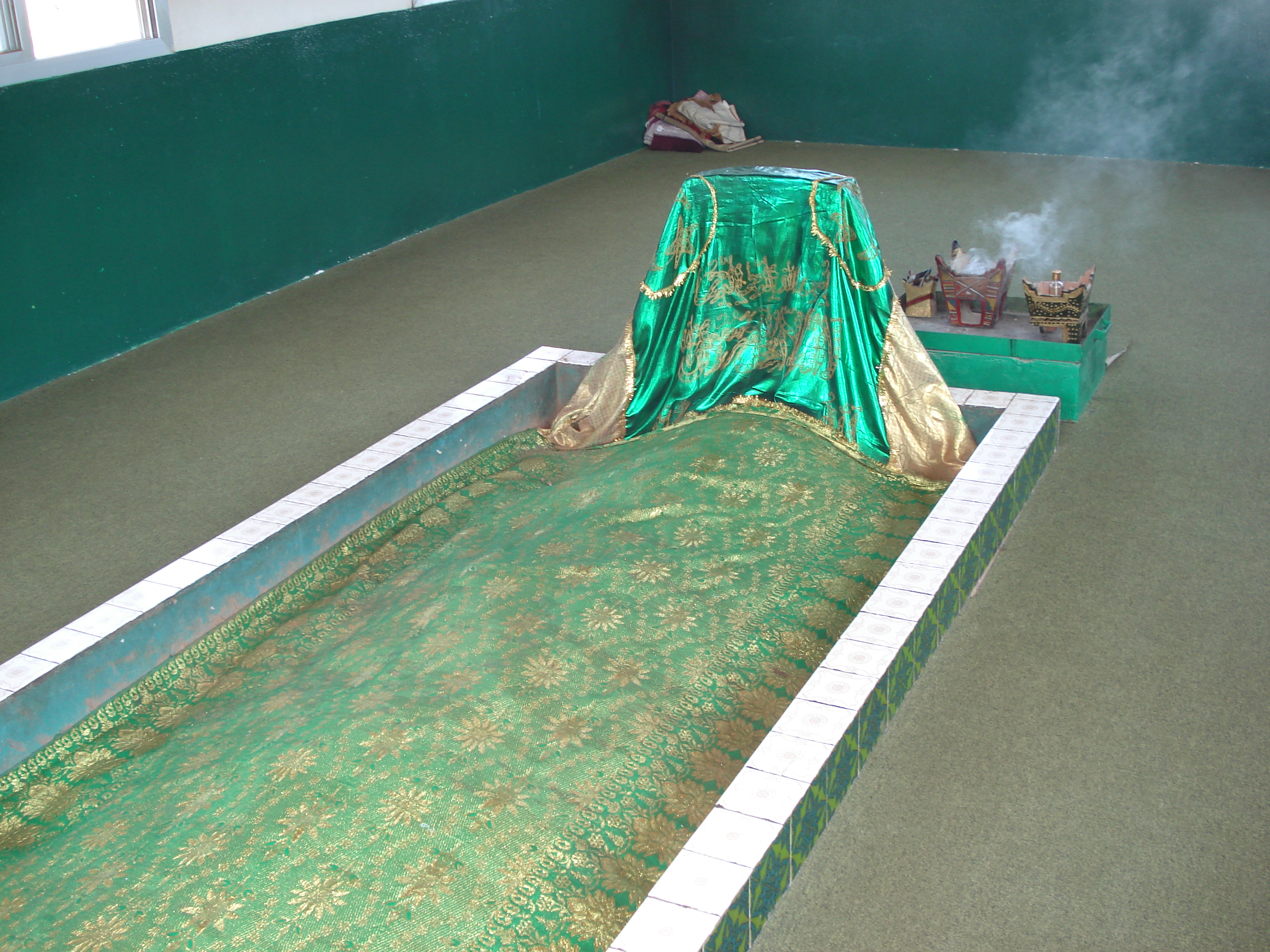
Túmulo de Jó em Salalah, Omã.

### História das interpretações
No período do Segundo Templo (500 a.C. - 70 d.C.), Jó começa a ser transformado em alguém mais paciente e firme, com seu sofrimento se tornando um teste para sua virtue e uma vindicação da justiça para a glória de Deus. O processo de "santificação" de Jó começa com a tradução grega Septuaginta (c. 200 a.C.) e foi ampliada no Testamento de Jó (século I a.C. - século I d.C.), que faz de Jó um herói da paciência. Esta interpretação presta pouca atenção ao Jó dos diálogos do livro, mas foi a tradição assumida pela Epístola de Tiago no Novo Testamento, que apresenta Jó como aquele cuja paciência e resistência deveria ser copiada pelos fieis.
A interpretação judaica de Jó era inicialmente posivita. Ele era visto como um gentio justo que reconheceu Deus. Muito cedo, porém, os cristãos começaram a interpretar Jó 19:23–29 (versículos sobre um "redentor" que Jó espera que venha salvá-lo da ira de Deus) como uma profecia de Cristo; a maior parte dos estudiosos acredita que o "redentor de Jó" é ou um ser angelical ou o próprio Deus. Com Jó visto pelos cristãos como testemunha da vinda de Cristo, a visão judaica predominante passou a ser a do "Jó blasfemo", com alguns rabinos chegando ao ponto de afirmar que ele estava sendo justamente punido por Deus por ter se omitido quando o faraó massacrou as inocentes crianças judias.
Agostinho de Hipona escreveu que Jó havia profetizado a vinda de Cristo e Gregório, o Grande, o tinha como um modelo de vida justa merecedora de respeito. O estudioso judeu medieval Maimônides afirmou que a história de Jó era uma parábola e Tomás de Aquino, cristão da mesma época, escreveu um detalhado comentário sobre o livro declarando tratar-se de uma história verdadeira. Durante a Reforma, Martinho Lutero explicou como a confissão de Jó de sua própria falta de pecado e de valor próprio sublinha sua santidade; para João Calvino, Jó demonstrava a doutrina da ressurreição e da certeza final da justiça divina.
O movimento moderno conhecido como teologia da criação, uma teologia ecológica que valoriza as necessidades de toda a criação, interpreta os discursos de Jó em Jó 38-41 como implicando que seus interesses e atos não estão exclusivamente focados no ser humano.

### Uso litúrgico
A liturgia judaica não tem leituras do Livro de Jó no mesmo sentido das leituras da Torá, dos Profetas ou dos cinco Megillot, mas ele é citado em funerais e em tempos de luto. Porém, há alguns judeus, particularmente os sefarditas, que realizam leituras de Jó durante o jejum de Tisha B'Av (um dia de luto sobre a destruição do Primeiro e do Segundo Templo e outras tragédias). Os sinais da cantilena para a grande seção poética no meio do Livro de Jó difere da maioria dos livros da Bíblia, pois utiliza um sistema compartilhado apenas com os Salmos e os Provérbios.
A Igreja Ortodoxa lê de Jó e do Êxodo durante a Semana Santa. O Êxodo prepara para a compreensão do êxodo de Cristo até seu Pai, de sua realização de toda a história da salvação; Jó, o sofredor, é o ícone de Cristo no Antigo Testamento. A Igreja Católica lê de Jó durante as matinas nas primeiras duas semanas de setembro e no ofício dos mortos; na liturgia das horas revisada, Jó é lido na oitava e na nona semana do tempo comum.

### No islã e na tradição folclórica do Oriente Médio
Jó (em árabe: ايوب, Ayyub) é um dos 25 profetas mencionados pelo nome no Corão, no qual ele é elogiado como um adorador de Deus firme e direito (Q.38:44). Sua história tem o mesmo contorno geral da história na Bíblia, mas os três amigos são substituídos pelos seus três irmãos e sua esposa se mantém ao seu lado. No folclore palestino, o local do julgamento de Jó é Al-Joura, uma vila nas imediações de Al-Majdal (Ascalão). Foi lá que Deus recompensou-o com a Fonte da Juventude que removia todas as doenças e restaurava a juventude. Al-Joura realizava festas anuais que juntava fieis de todas as fés que se banhavam numa fonte natural. No Líbano, a comunidade drusa construiu o templo na região de Shouf que, segundo eles, abriga o túmulo de Jó. Na Turquia, Jó é conhecido como "Eyüp" e teria supostamente vivido em Şanlıurfa. Em Salalah, em Omã, também há um túmulo de Jó.